# 林聰明 (政治人物)
林聰明（？－2015年），台灣政治人物，曾擔任台灣省宜蘭農田水利會會長，代表中國國民黨在宜蘭縣選區當選為第二屆立法委員。